# 澳大利亚原住民土地权
澳大利亚原住民土地权（Native title in Australia，或译为“原住民土地業權”、“原住民所有权”）是指澳大利亚法律对原住民和托雷斯海峡岛民在土地上的权利的承认。这些权利来自他们遵循自己的传统法律和习俗。1992年，澳大利亚普通法在Mabo v Queensland (No 2)案中首次承认了原住民土地权。1993年，原住民土地权法案对这一原则进行了规范和修改 。
原住民土地权意味着，有时候，原住民在英国占领土地并宣布主权后仍然拥有土地的法律利益。原住民土地权可以和非原住民的财产权共存，而且有时候，不同的原住民群体可以对同一块土地享有自己的土地权。
澳大利亚联邦法院负责处理原住民和托雷斯海峡岛民提出的索赔，并审理、判决他们的土地权申请。这些判决可以向联邦法院全体法官上诉，然后再向澳大利亚高等法院上诉。国家原住民土地权法庭（NNTT）是一个根据1993年的原住民土地权法案设立的机构，它负责对所有新的土地权申请进行“登记测试”，并进行未来行为调解和仲裁功能。总检察长部门向澳大利亚政府提供关于原住民土地权的法律和政策建议，并协助总检察长执行1993年的原住民土地权法案。